# Evolución Ciudadana
Evolución Ciudadana, o simplemente Evolución, es una coalición política fundada en el año 2017 por Martín Lousteau para competir en las elecciones legislativas de ese mismo año, en la Ciudad de Buenos Aires. Luego se disolvió en 2019 para volver nuevamente a competir en las elecciones legislativas de CABA de 2025.
En 2019 la alianza se reeditó bajo el nombre Evolución para la Democracia Social para competir por la gobernación en las elecciones provinciales de Tucumán ya que el sector de la UCR de Tucumán afín a Martín Lousteau y encabezado por María Teresita Villavicencio no formó parte de la alianza Vamos Tucumán que llevó como candidata a Silvia Elías de Pérez.
La coalición fue conformada por el Partido Socialista y la Unión Cívica Radical porteña además de los partidos tucumanos Movimiento de Participación Ciudadana y Democracia Social. La alianza dejó de existir en las elecciones de 2019 debido a que sus miembros pasaron a formar parte de Juntos por el Cambio.
Actualmente bajo el nombre de Evolución Radical, el espacio ha pasado a convertirse en una línea interna de centroizquierda dentro del radicalismo que gobierna el Comité Nacional, el distrito de CABA, Santa Fe con Maximiliano Pullaro y mantiene una fuerte presencia en Buenos Aires y Tucumán.

## Historia

### Antecedentes
Martín Lousteau había sido elegido diputado por el Frente Amplio UNEN. Tras la salida de la UCR de dicho frente para ingresar a Cambiemos, los miembros del FA-UNEN decidieron tomar caminos diferentes a nivel nacional. No obstante, muchos de ellos incluyendo la UCR, se habían unido para competir en las elecciones a jefe de Gobierno de Buenos Aires, bajo la coalición ECO, la cual quedó en segunda fuerza perdiendo el balotaje contra Horacio Rodríguez Larreta.

### Creación
Tras rechazar la posibilidad de sumarse a una alianza con el espacio "1País", que integran el Frente Renovador de Sergio Massa, el GEN de Margarita Stolbizer, y Libres del Sur de Victoria Donda, de cara a las PASO, y ser excluido de la interna en Cambiemos en la Ciudad, Martín Lousteau decidió crear su propia alianza electoral, la cual lleva por nombre Evolución Ciudadana, y así poder competir en las Elecciones legislativas de Argentina de 2017. 

"Tengo respeto por Sergio (Massa), tiene una trayectoria, ha sido candidato a presidente, es candidato en la provincia de Buenos Aires, y tengo afinidad con Margarita (Stolbizer), pero somos espacios distintos, lo he dicho. Vamos a seguir en el mismo lugar. Puedo hablar con todos pero somos espacios distintos", dijo el exembajador, Martín Lousteau

La alianza finalmente quedó integrada por la Unión Cívica Radical porteña, el Partido Socialista y los candidatos independientes procedentes de Energía Ciudadana Organizada.

### Actividad parlamentaria
Tras obtener luego de las elecciones tres diputados nacionales, Evolución se unió con el Partido Intransigente de la Provincia de Mendoza para conformar un interbloque al cual denominaron Socialdemócrata, conformado por cuatro escaños.
Tras la discusión de la reforma previsional a fines de 2017,  Lousteau criticó la reforma, aunque sostuvo que daría cuórum, y propuso una alternativa para zanjar la brecha entre el sistema actual que cuenta con media sanción del Senado sosteniendo que:

“Existen dos problemas: la fórmula hacia adelante y que en el cálculo se omite un trimestre entero. Fuimos el único espacio que en lugar de adherir al proyecto que había, presentamos una alternativa. Empalmamos como corresponde, que los jubilados cobren el ajuste de los seis meses, y a partir de ahí la manera de actualizar tiene que ser discutido y propuesto un consejo de expertos, de actuarios, por algo que se sancionó en la reforma de la Ley de Reparación Histórica (a Jubilados y Pensionados)  pero que nunca se implementó: una comisión de sustentabilidad previsional”

Finalmente, los diputados del bloque Socialdemócrata votaron en contra de la reforma previsional, pero se mantuvieron sentados todo el tiempo para dar cuórum, como ya habían dicho. Esto le valieron fuertes críticas desde la oposición más crítica a Cambiemos, que pedían que no se seccionase con las FF.AA. reprimiendo fuera del Congreso. 
El día 20 de diciembre de 2017, el diputado Martín Lousteau fue agredido durante una protesta de empleados del Banco Provincia, que se manifestaban contra la reforma en las jubilaciones impulsada por la gobernadora María Eugenia Vidal, frente a la casa de la Provincia de Buenos Aires en la Ciudad, en Callao al 200. El motivo de la agresión fue que Lousteau había dado cuórum, además de se vinculación con el gobierno nacional, recordando que fue embajador durante un año, y su pasado como presidente del Banco Provincia en 2005.
En 2018 Martín Lousteau expulsó del interbloque Socialdemócrata al diputado José Luis Ramón que ingresó por el Partido Intransigente debido a que el mismo se opuso a la ley de legalización del aborto ya que así lo había manifestado durante su campaña electoral.

### Disolución
Para las elecciones legislativas de 2019 los partidos que conforman Evolución decidieron integrarse a la coalición Juntos por el Cambio, encabezada por el jefe de Gobierno Horacio Rodríguez Larreta en la ciudad.
Evolución existe actualmente como una línea interna de la Unión Cívica Radical y hasta 2019 mantuvo un bloque parlamentario propio en la Cámara de Diputados de la Nación Argentina, denominado Evolución Radical. Desde diciembre de 2019 existe el bloque UCR-Evolución en la legislatura porteña y cuenta con el apoyo del también bloque del Partido Socialista.

### Elecciones 2025
Para las Elecciones porteñas de 2025 y con la disolución de lo que fue Juntos por el Cambio, la UCR, el Partido Socialista, el GEN y Unión Popular Federal reeditaron la alianza y competirán con Lula Levy como primera candidata a legisladora de la Ciudad. También cuenta con el apoyo de Hacemos.

## Resultados electorales

#### Cámara de Diputados de la Nación
| Año  | Votos   | %      | Bancas ganadas | Total de bancas | Posición | Nota |
| ---- | ------- | ------ | -------------- | --------------- | -------- | ---- |
| 2017 | 237.132 | 12,30% | 2/60           | 3/60            | Minoría  |      |

#### Legislatura de la Ciudad
| Año  | Votos   | %      | Bancas ganadas | Total de bancas | Posición | Nota |
| ---- | ------- | ------ | -------------- | --------------- | -------- | ---- |
| 2017 | 243.648 | 12,68% | 4/30           | 8/60            | Minoría  |      |
| 2025 | 37.988  | 2,31%  | 0/30           | 0/30            | 8° lugar |      |

## Representación a nivel Nacional

#### Cámara de Diputados de la Nación
La diputada por la provincia de Tucumán, María Teresita Villavicencio dejó el bloque UCR y se unió a Evolución Radical; así el bloque pasó a tener tres diputados. Conformándose así el Interbloque Evolución Radical con Lousteau, Carrizo y Villavicencio. 
En 2021, en discrepancia con la conducción del bloque, el sector interno de la UCR liderado por Lousteau conforma el bloque dentro del interbloque Juntos por el Cambio denominado Evolución. El mismo lo presidió Rodrigo de Loredo y contó con 12 diputados nacionales: Marcela Antola, Martín Berhongaray, Gabriela Brouwer de Koning, Ana Carla Carrizo, Alejandro Cacace, Pablo Cervi, Dolores Martínez, Danya Tavela, María Victoria Tejeda, Martín Tetaz y Emiliano Yacobitti.
Hacia 2023 lograron la reunificación con el bloque de la UCR, pero en octubre de 2024 el sector de Evolución y el sector liderado por Facundo Manes rompen con la bancada y formalizan el bloque Democracia  por Siempre. Por el sector de Evolución lo integran:
| Diputados de Evolución Radical | Diputados de Evolución Radical        | Diputados de Evolución Radical | Diputados de Evolución Radical | Diputados de Evolución Radical | Diputados de Evolución Radical |
| ------------------------------ | ------------------------------------- | ------------------------------ | ------------------------------ | ------------------------------ | ------------------------------ |
| Bloque                         | Bloque                                | Diputado                       | Distrito                       | Inicio                         | Final                          |
|                                | Bloque Democracia para Siempre (5/12) | Danya Tavela                   | Buenos Aires                   | 10/12/2021                     | 10/12/2025                     |
| Carla Carrizo                  | Bloque Democracia para Siempre (5/12) | CABA                           | 10/12/2017                     | 10/12/2025                     |                                |
| Mariela Coletta                | Bloque Democracia para Siempre (5/12) | CABA                           | 10/12/2017                     | 10/12/2025                     |                                |
| Marcela Antola                 | Bloque Democracia para Siempre (5/12) | Entre Ríos                     | 10/12/2021                     | 10/12/2025                     |                                |
| Melina Giorgi                  | Bloque Democracia para Siempre (5/12) | Santa Fe                       | 10/12/2021                     | 10/12/2025                     |                                |

## Representación en la Legislatura Porteña
Luego de las Elecciones legislativas de 2017, se conformo el Interbloque Evolución en la Legislatura integrado por el Bloque Evolución, el Bloque del Partido Socialista y el Bloque Mejor Ciudad. Dicho interbloque conto con 5 legisladores de Evolución: María Inés Gorbea, Marcelo Alejandro Guouman, Leandro Ernesto Halperin, Juan Francisco Nosiglia y María Patricia Vischi; 2 legisladores del Partido Socialista: Roy Cortina y Hernán Ariel Arce; y un legislador de Mejor Ciudad: Marcelo Hugo Depierro.
Posterior a la elección de 2019 la UCR y el PS se mantuvieron alineados acompañando a Juntos por el Cambio pero con un interbloque independiente.

### Composición Actual:
| Interbloque Evolución  | Interbloque Evolución  | Interbloque Evolución | Interbloque Evolución | Interbloque Evolución | Interbloque Evolución |
| ---------------------- | ---------------------- | --------------------- | --------------------- | --------------------- | --------------------- |
| Bloque                 | Bloque                 | Diputado              | Inicio                | Final                 |                       |
|                        | UCR / Evolución (8)    | Lucío Damián Lapeña   | 10/12/2021            | 09/12/2025            |                       |
| Gustavo Alejandro Mola | UCR / Evolución (8)    | 10/12/2021            | 09/12/2025            |                       |                       |
| María Inés Parry       | UCR / Evolución (8)    | 10/12/2021            | 09/12/2025            |                       |                       |
| Aldana Belén Crucitta  | UCR / Evolución (8)    | 10/12/2023            | 09/12/2027            |                       |                       |
| Francisco Loupias      | UCR / Evolución (8)    | 10/12/2023            | 09/12/2027            |                       |                       |
| María Fernanda Mollard | UCR / Evolución (8)    | 10/12/2023            | 09/12/2027            |                       |                       |
| Guillermo Suárez       | UCR / Evolución (8)    | 10/12/2023            | 09/12/2027            |                       |                       |
| Manuela Thourte        | UCR / Evolución (8)    | 10/12/2023            | 09/12/2027            |                       |                       |
|                        | Partido Socialista (1) | Jessica Barreto       | 10/12/2021            | 09/12/2025            |                       |